# Juin 1931

## Événements
- 6 juin : l’Allemagne se déclare incapable de payer les réparations.

- 7 juin:
  - Grand Prix automobile de Lviv.
  - Eifelrennen.
  - Un équipage français améliore le record de distance en circuit fermé à Istres : 10 372 km à une moyenne horaire de 149,853 km/h.

- 13 juin : départ de la neuvième édition des 24 Heures du Mans.

- 14 juin :
  - France : le naufrage du Saint-Philibert à l'embouchure de la Loire fait 450 victimes.
  - Victoire de Lord Howe et Henry Birkin sur une Alfa Romeo aux 24 Heures du Mans.

- 15 juin, Espagne : le cardinal-primat Segura, qui s’est prononcé pour le retour du trône le 1er mai est expulsé.

- 20 juin : moratoire Hoover qui propose un ajournement d'un an pour les dettes de guerre et les réparations.

- 21 juin : victoire de Louis Chiron et Achille Varzi au Grand Prix automobile de France.

- 23 juin[1] : loi 83 reconnaissant aux travailleurs le droit de se syndiquer en Colombie.

- 23 juin au 1er juillet : un équipage américain boucle le tour du monde en 8 jours, 15 heures et 51 minutes (dont 107 heures et 2 minutes de vol) sur le Lockheed Vega Winnie May.

- 28 juin : élections aux Cortès Constituantes. Majorité de républicains et de socialistes.

## Naissances
- 3 juin : Raúl Castro, homme d'État cubain, Président du Conseil d'État de la République de Cuba de 2008 à 2018 et Premier secrétaire du Parti communiste de Cuba de 2011 à 2021.
- 5 juin
  - Jacques Demy, réalisateur français († 27 octobre 1990).
  - Jerzy Prokopiuk, philosophe polonais.
- 9 juin : 
  - Françoise Arnoul actrice française († 20 juillet 2021).
  - Joe Santos, acteur américain († 18 mars 2016).
  - Nandini Satpathy, femme politique indienne († 4 août 2006).
  - Bill Virdon, joueur et gérant de baseball américain.
- 10 juin :
  - Gaston Geens, homme politique belge († 5 juin 2002).
  - João Gilberto, musicien brésilien.
- 11 juin : Frédérick Tristan, écrivain français († 2 mars 2022).
- 18 juin : Michou, directeur de cabaret († 26 janvier 2020).
- 20 juin : Olympia Dukakis, actrice américaine († 1er mai 2021).
- 25 juin : Milig Ar Scanv, dit Glenmor, barde français de culture bretonne († 18 juin 1996).
- 26 juin : Jos Wijninckx, homme politique belge († 27 février 2009).
- 27 juin : Charles Bronfman, homme d'affaires et philanthrope canadien.
- 28 juin : Lucien Victor, coureur cycliste belge († 17 septembre 1995).
- 29 juin : Jorge Edwards, écrivain chilien († 17 mars 2023).
- 30 juin : Joyce Wieland, peintre et réalisatrice canadienne († 27 juin 1998).

## Décès
- 2 juin : Jules Lagae, sculpteur belge (° 15 mars 1862).
- 22 juin : Armand Fallières, ancien président de la république française.
- 25 juin : Maurice Vauthier, homme politique belge (° 2 mars 1860).